# Habitatges a la Bordeta
Habitatges a la Bordeta és una obra de Lleida inclosa a l'Inventari del Patrimoni Arquitectònic de Catalunya.

## Descripció
Dos blocs paral·lels d'habitatges que donen a un espai interior amb pati de jocs. Planta baixa i set pisos fets amb obra vista de gero de 15 que dona suport a un únic material sobreposat: les baranes de vidre armat. Habitatges en dúplex i estructura de parets de càrrega.

## Història
El repte era de fer habitatges socials amb certa qualitat arquitectònica. El pressupost anà a 11,00 ptes./m2 i fou el resultat d'una promoció i projecció intel·ligent.